# سيرو رويس
سيرو رويس (بالإسبانية: Ciro Rius) (27 أكتوبر 1988 في الأرجنتين - ) هو لاعب كرة قدم أرجنتيني في مركز الهجوم. لعب مع أرجنتينوس جونيورز وديفنسا خوستيكا وغودوي كروز ونادي أتليتيكو ألدوسيفي.

## روابط خارجية
- سيرو رويس على موقع إي إس بي إن إف سي (الإنجليزية)
- سيرو رويس على موقع قاعدة بيانات كرة القدم.إي يو (الإنجليزية)
- سيرو رويس على موقع Soccerway.com (الإنجليزية)
- سيرو رويس على موقع عالم كرة القدم.نت (الإنجليزية)